# 2024年世界水泳選手権コンゴ民主共和国選手団
2024年世界水泳選手権コンゴ民主共和国選手団は、2024年2月2日から2月18日までカタールのドーハで開催された第21回世界水泳選手権のコンゴ民主共和国選手団、およびその競技結果。コンゴ民主共和国の世界水泳選手権出場は、2013年の第15回世界水泳選手権以来11年6大会ぶりとなった。

## 選手団
- 人員: 選手 2人

## 選手名簿・結果
| 選手                   | 種目              | 予選   | 予選  | 準決勝   | 準決勝   | 決勝     | 決勝     |
| 選手                   | 種目              | 結果   | 順位  | 結果     | 順位     | 結果     | 順位     |
| ---------------------- | ----------------- | ------ | ----- | -------- | -------- | -------- | -------- |
| アリストット・ヌドンベ | 男子50m自由形     | 27秒88 | 108位 | 予選敗退 | 予選敗退 | 予選敗退 | 予選敗退 |
| アリストット・ヌドンベ | 男子50mバタフライ | 31秒51 | 66位  | 予選敗退 | 予選敗退 | 予選敗退 | 予選敗退 |
| イヴ・ムニュ           | 男子50m平泳ぎ     | 35秒62 | 56位  | 予選敗退 | 予選敗退 | 予選敗退 | 予選敗退 |